# جامعة هايلبرون
جامعة هايلبرون (بالإنجليزية: Heilbronn University)‏ هي جامعة عامة في ألمانيا، أُسِّسَت عام 1961.

## إحصائيات
يبلغ عدد طلاب الجامعة 6,000 طالب.

## وصلات خارجية
- الموقع الإلكتروني